# 膳長野
膳 長野（かしわで の なかの、生没年不詳）は、日本古代の5世紀後半の豪族。姓は臣。

## 記録
『日本書紀』巻第十四によると、推定458年、母親である皇太后の忍坂大中姫(おしさか の おおなかつひめ)の勧めで、雄略天皇は宍人部を設置することになった。その際に、皇太后が第一番目に推薦したのが膳長野である。
天皇は母親の心遣いに感服し、ひざまずいて礼をし、感謝した。皇太后も喜んで笑われ、追加人員として厨人（くりやびと）の菟田御戸部（うだのみとべ）・真鉾田高天（まさきたたかめ）を推挙した。さらに大倭国造吾子籠宿禰が狭穂子鳥別（さほ の ことりわけ）を貢上して宍人部に加えた。臣連伴造国造もこれに随従して宍人部の人員を貢上した。
この伝承は、御食の調理を担当した膳夫が宍人部として独立し、膳臣の一族の者が伴造職につき、新たに宍人臣の氏姓を名乗ったことを表している。追加人員の名前より、当初、大和国宇陀郡（奈良県宇陀郡）や添上郡佐保（佐保川流域）など限定された地域のものだったが、朝鮮半島と関係のある膳氏や倭氏の伝承から、半島系の渡来人なども編入して拡充されたことが窺われる。雄略天皇7年（推定463年）の分注にも、
とある。
長野を祖とする宍人臣氏については『新撰姓氏録』「左京神別」によると、孝元天皇の皇子で、「阿倍朝臣同祖」の「大彦命男彦背立大稲腰命之後也」とする「完人朝臣」の記述が載せられている。